# Ruta 101 (Uruguay)
La Ruta Nacional Nº 101 es una de las carreteras nacionales de Uruguay, su trazado se extiende completamente en el departamento de Canelones.

## Características
Esta carretera si bien se encuentra en el departamento de Canelones, forma parte de los accesos este de la ciudad de Montevideo. Conecta Avenida de las Américas a la altura de la rotonda del viejo aeropuerto de Carrasco, con las rutas Interbalnearia, 102, 8 y la ciudad de Pando.
Anteriormente la ruta 101 comenzaba en el puente del arroyo Carrasco como continuación de Avenida Italia de Montevideo, pero en 1966 ese tramo pasó a denominarse Avenida de las Américas hasta la rotonda de acceso a la antigua terminal del Aeropuerto Internacional de Carrasco.
La ruta presenta una doble calzada, separadas por un cantero central.

## Importancia económica
La ruta 101 se está consolidando como un importante eje logístico e industrial; la construcción de la ruta 102 contribuyó a este fenómeno.

## Recorrido
Detalle del recorrido según el kilometraje:
- km 19.000: extremo sur, rotonda del antiguo Aeropuerto de Carrasco.
  - SO: Avenida Wilson Ferreira Aldunate a Paso Carrasco y Montevideo.
  - SE: Avenida de las Américas a Barra de Carrasco y Montevideo.
  - NO: acceso a terminal de cargas del Aeropuerto Internacional de Carrasco.
- km 19.500: Avenida Calcagno a Ciudad de la Costa.
- km 20.000: acceso a la terminal de pasajeros del Aeropuerto Internacional de Carrasco.
- km 21.000:
  - Acceso a Avenida Aerosur (Ciudad de la Costa).
  - Empalme con  al Este.
- km 22.000: empalme Nicolich.
  - Oeste: Ruta 102 a , ,
- km 23.500: zona franca Parque de las Ciencias.
- km 25.000: Villa Aeroparque.
- km 26.000: Camino de los Aromos a
- km 31.000: Escuela Militar de Aeronáutica.
- km 33.000: extremo norte, empalme con 
  - NE: a Pando y este.
  - SO: a Barros Blancos y Montevideo.